# Paa Livet løs (film fra 1919)
 Ikke at forveksle med Paa Livet løs (film fra 1924).
Paa Livet løs (originaltitel: When the Clouds Roll By) er en amerikansk stumfilm fra 1919 af instrueret af Victor Fleming.

## Medvirkende
- Douglas Fairbanks som Daniel Boone Brown
- Kathleen Clifford som Lucette Bancroft
- Frank Campeau som Mark Drake
- Ralph Lewis som Curtis Brown
- Daisy Jefferson som Bobby De Vere